# Jules Soete (1881-1955)
Julius (Jules) Lodewijk Soete (Bredene, 5 juni 1881 - Blankenberge, 24 februari 1955) was een Belgisch architect. Hij werkte tot 1946 als conducteur van de dienst Bruggen en Wegen. Soete ontwierp samen met Gustaaf Magnel en A. Bouquet de pier in Blankenberge die in de jaren 1931-1933 werd gebouwd.
Soete trouwde op 18 mei 1909 te Blankenberge met Flora Emilie Mathilde Aldegonde D'hondt (1879-1958). Het echtpaar kreeg vier kinderen: een dochter en drie zonen. Zij zijn de grootouders van de bestuurder Paul Soete (1949) en de econoom Luc Soete (1950).
Het voormalige Jules Soetestadion van Daring Club Blankenberge was zijn eigendom en is ook naar hem vernoemd.